# Sierra De Javalambre Ii
Sierra De Javalambre Ii este o arie protejată (arie specială de conservare — SAC, sit de importanță comunitară — SCI) din Spania întinsă pe o suprafață de 53.259,08 ha, integral pe uscat.

## Localizare
Centrul sitului Sierra De Javalambre Ii este situat la coordonatele 40°02′26″N 0°57′20″W / 40.0405°N 0.955555°V.

## Înființare
Situl Sierra De Javalambre Ii a fost declarat sit de importanță comunitară în iulie 2000 pentru a proteja 1 specie de plante și 4 specii de animale. Situl a fost protejat și ca arie specială de conservare în februarie 2021.

## Biodiversitate
Situată în ecoregiunea mediteraneană, aria protejată conține 17 habitate naturale: Fânețe de joasă altitudine (Alopecurus pratensis, Sanguisorba officinalis), Galerii de Salix alba și de Populus alba, Pajiști alpine și subalpine calcaroase, Grohotișuri termofile și vest-mediteraneene, Păduri de pin (sub-) mediteraneene cu pini negri endemici, Lande oro-mediteraneene cu formațiuni endemice de grozamă, Pajiști alpine și boreale, Vegetație gipsofilă iberică (Gypsophiletalia), Pseudostepă cu ierburi și specii anuale de Thero-Brachypodietea, Păduri iberice de Quercus faginea și Quercus canariensis, Pajiști umede mediteraneene cu ierburi înalte de Molinio-Holoschoenion, Stepe sărăturate mediteraneene (Limonietalia), Pajiști uscate seminaturale și facies de acoperire cu tufișuri pe substraturi calcaroase (Festuco-Brometalia) (* situri importante pentru orhidee), Păduri de Quercus ilex și Quercus rotundifolia, Matorral arborescenți cu Juniperus spp., Pante stâncoase calcaroase cu vegetație casmofită, Păduri endemice cu Juniperus spp..
La baza desemnării sitului se află mai multe specii protejate:
- plante (1): Sideritis javalambrensis
- mamifere (1): Microtus cabrerae
- nevertebrate (3): Austropotamobius pallipes, fluturele auriu (Euphydryas aurinia), Graellsia isabellae

Pe lângă speciile protejate, pe teritoriul sitului au mai fost identificate 14 specii de plante, 10 specii de păsări, 5 specii de amfibieni, 3 specii de mamifere, 2 specii de nevertebrate, 2 specii de pești, 3 specii de reptile.